# Mansur bin Abd al-Aziz Al Sa'ud
Manṣūr bin ʿAbd al-ʿAzīz Āl Saʿūd (in arabo منصور بن عبد العزيز آل سعود‎?; Riad, 1921 – Riad, 2 maggio 1951) è stato un principe e politico saudita, membro della famiglia reale Āl Saʿūd.

## Primi anni di vita
Il principe Manṣūr è nato nel 1921. Era il nono figlio di re ʿAbd al-ʿAzīz. Tuttavia William A. Eddy sostiene che il principe Manṣūr è il sesto figlio del re.
Sua madre era una donna armena, Shāhida (morta nel 1938) che è stato riferito, era la moglie preferita di re ʿAbd al-ʿAzīz. Il principe Manṣūr aveva due fratelli germani, Mishʿal e Mutaib e una sorella germana, Qumash, che è morta il 26 settembre 2011.

## Carriera

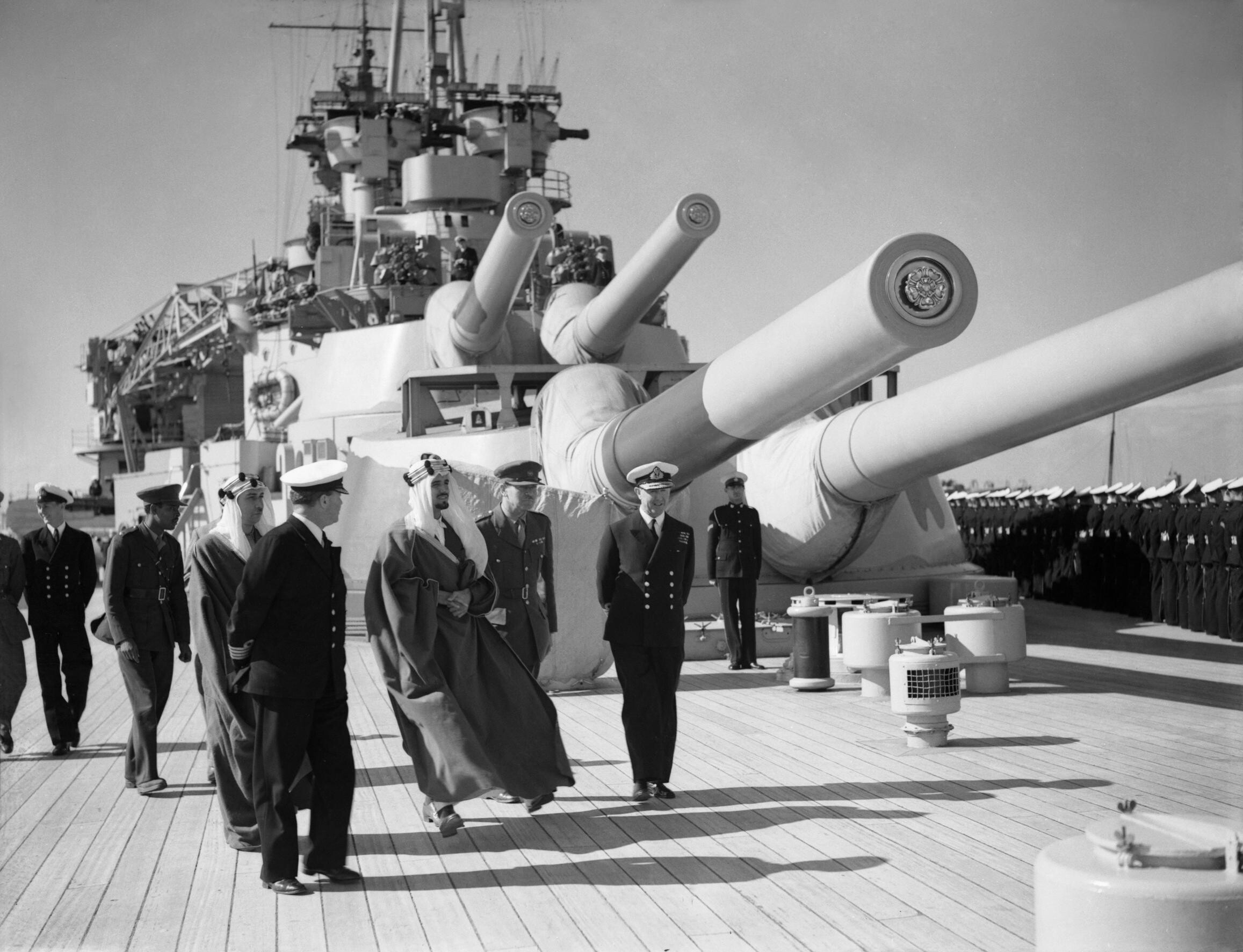
Il principe visita la HMS Queen Elizabeth ancorata ad Alessandria d'Egitto durante la seconda guerra mondiale.

Nel 1943 divenne emiro del Palazzo Murabbaʿ. Visitò ufficialmente la città de Il Cairo. Il 10 novembre 1943 venne nominato dal padre ministro della difesa. Il principe Muhammad e il principe Manṣūr hanno accompagnato il padre nella storica riunione di quest'ultimo con il Presidente degli Stati Uniti Franklin D. Roosevelt il 14 febbraio 1945. Ha inoltre partecipato all'incontro del re con il primo ministro britannico Winston Churchill in Egitto nel febbraio del 1945. Il mandato ministeriale durò fino alla sua morte nel 1951, e fu sostituito dal fratello Mishʿal che era stato il suo vice al ministero.

## Vita personale
Il principe Manṣūr era sposato e aveva due figli, Ṭalāl e Muhdī. Il principe Ṭalāl (1951–2023) è stato allevato dallo zio Mutayyib in seguito alla morte del padre. La figlia del principe Mutayyib, Nūf, sposò il principe Ṭalāl. La seconda moglie del principe Manṣūr era la principessa Zahwa bint ʿAbd al-ʿAzīz bin Sulaymān con la quale ebbe una figlia, Nūra, che morì in tenera età.

## Morte
Il principe Manṣūr è morto per avvelenamento da alcol dopo una festa organizzata dall'allora governatore di Riyad Nāṣer bin ʿAbd al-ʿAzīz, il 2 maggio 1951. La salma è stata sepolta nel cimitero al-Adl di La Mecca. Dopo aver appreso la notizia, re ʿAbd al-ʿAzīz fece incarcerare Nāṣer. Egli successivamente fu rimosso dall'incarico e si ritirò dalla vita pubblica.